# Superficie de apoyo

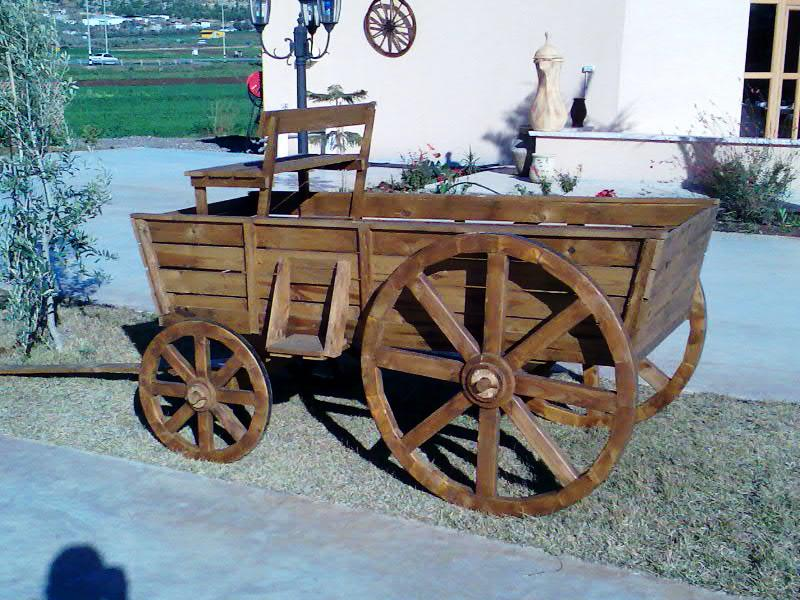
Superficies de apoyo cilíndricas de los ejes de una carreta sobre el centro de sus ruedas

Una superficie de apoyo en ingeniería mecánica es el área de contacto entre dos objetos. Por lo general, se usa en referencia a uniones atornilladas y a cojinetes, pero se puede aplicar a una amplia variedad de aplicaciones de ingeniería.
En un tornillo, el "área de apoyo" se refiere genéricamente a la parte inferior de la cabeza. Estrictamente hablando, el área de apoyo se refiere al área de la cabeza del tornillo que se apoya directamente en la pieza que se sujeta.
Para un rodamiento cilíndrico es el área proyectada perpendicularmente con respecto a la fuerza aplicada.
En un resorte, el área de apoyo se refiere a la cantidad de área en la superficie superior o inferior del resorte en contacto con la pieza que constriñe la elongación del muelle.
Las vías de las máquinas herramienta, como las correderas de cola de milano, las guías de los cajones, las vías prismáticas y otros tipos de correderas de máquinas, también son superficies de apoyo.